# Volpone albo lis (dramat)
Volpone albo lis (Volpone; Or, The Fox) – sztuka elżbietańskiego dramaturga Bena Jonsona, wystawiona w latach 1605–1606 i wydana w 1607. Jest ona jedną z najlepszych komedii tego autora.

## Forma
Dramat rozpoczyna się argumentem, czyli streszczeniem, z akrostychem. Pierwsze litery kolejnych wersów tworzą nazwisko bohatera. Tego samego środka Jonson użył też w dramacie Alchemik.

V olpone, childless, rich, feigns sick, despairs,
O ffers his state to hopes of several heirs,
L ies languishing: his parasite receives
P resents of all, assures, deludes; then weaves
O ther cross plots, which ope themselves, are told.
N ew tricks for safety are sought; they thrive: when bold,
E ach tempts the other again, and all are sold.

Prolog sztuki jest parzyście rymowany, a dialogi bezrymowe. W partiach dialogowych autor stosuje standardowy w dramaturgii elżbietańskiej blank verse, czyli nierymowany pentametr jambiczny, to znaczy sylabotoniczny dziesięciozgłoskowiec, w którym akcenty padają na parzyste sylaby wersu.

True, my beloved Mosca. Yet I glory
More in the cunning purchase of my wealth,
Than in the glad possession; since I gain
No common way; I use no trade, no venture;
I wound no earth with plough-shares; fat no beasts,
To feed the shambles; have no mills for iron,
Oil, corn, or men, to grind them into powder:
I blow no subtle glass; expose no ships
To threat'nings of the furrow-faced sea;
I turn no monies in the public bank,
Nor usure private.

## Treść
Volpone, bogaty i bezdzietny chciwiec, udając, że umiera, oszukuje trzech pazernych na pieniądze panów, Voltorego, Corbaccia i Corvina, którzy liczą na spadek po nim. w całym procederze pomaga mu adwokat Mosca. Nazwiska są mówiące, Volpone to "lis", Voltore to "sęp", Corbaccio to "kruk", Corvino to "wrona", a Mosca to "mucha". Ten sposób nazywania bohaterów nawiązuje do klasycznej bajki zwierzęcej. Potencjalni spadkobiercy przynoszą Volponemu prezenty, mając nadzieję, że wyznaczy on jako beneficjenta testamentu tego, kto go najhojniej obdaruje. Oszust Mosca próbuje w końcu samemu zostać dziedzicem majątku Volponego. Jednak jego usiłowania okazują się daremne. Zostaje postawiony przed sądem i skazany na galery. Volpone jednak nie ma powodu się cieszyć. Zostaje pozbawiony bogactw i umieszczony w szpitalu dla nieuleczalnie chorych. Jednak wymowa sztuki jest optymistyczna, zło zostaje ukarane.

## Przekład
Na język polski sztukę Bena Jonsona przełożył Maciej Słomczyński. Przekład ten ukazał się najpierw nakładem Państwowego Instytutu Wydawniczego w Warszawie w 1962, a następnie staraniem Wydawnictwa Literackiego w Krakowie w 1982, w ramach Serii Dawnej Literatury Angielskiej. Po raz trzeci tłumaczenie Słomczyńskiego zostało opublikowane w antologii Ireny Lasoniowej Dramat elżbietański w 1989.
Zobacz też: Volpone albo lis (Teatr Telewizji), Volpone albo lis (film francuski)